# Арцыков, Валерий Дмитриевич
Валерий Дмитриевич Арцыков (бел. Валерый Дзмітрыевіч Арцыкаў; 1941 — 2012) — белорусский военный деятель, первый заместитель председателя Комитета государственной безопасности Республики Беларусь (1994).

## Биография
Родился в 1941 году.
До 1985 года работал заместителем начальника управления КГБ БССР по Могилевской области.
Участник Афганской войны. В 1988 году работал начальником аппарата советников в УМГБ г. Джелалабада.
С декабря 1990 года по сентябрь 1991 года работал начальником управления КГБ БССР по Могилевской области.
С 13 апреля по 31 августа 1994 года являлся первым заместителем Председателя КГБ Республики Беларусь.
Работал в управлении КГБ Республики Беларусь по Могилевской области.
Умер в 2012 году.